# José Luis Celi
José Luis Celi Ormaza (Quito, provincia de Pichincha, 5 de mayo de 1965) es un artista plástico y músico ecuatoriano.

## Biografía
Sus estudios los realizó en la Facultad de Artes Plásticas de la Universidad Central del Ecuador de la ciudad de Quito.
Celi ha sido profesor de algunos colegios de la ciudad de Quito y catedrático en algunas universidades del Ecuador como la Universidad de las Américas (Ecuador) y la Universidad San Francisco de Quito entre otras.
Algunas de sus obras se las puede encontrar en lugares públicos de la ciudad de Quito. Así como en El Banco Central del Ecuador y el en fondo patrimonial de la dirección cultural. Ha sido el ganador de diferentes premios por sus obras y ha recibido innumerables distinciones y condecoraciones.
Una de las facetas relevantes del artista en su carrera profesional es la modalidad del retrato. En el transcurso de varios años ha realizado un sinnúmero de retratos bajo pedido particular.[cita requerida]

## Exposiciones
•	Exposición en Bruselas, Bélgica, Palacio Cervantes en el proyecto de Mujeres Andinas, 2013.
•	Exposición en el museo de la ONU, Ginebra, Suiza, 2012.
•	Exposición en la ciudad de Crans Montana, Suiza, encuentro Hispanoamericano y de la comunidad Helvética en la galería ARTEMIS, 2010 y 2011.
•	Exposición en la ciudad de Montreux, Suiza,  El arte contemporáneo en todas sus facetas, la emoción en el arte, Montreux Musique et convention center, organizada por la comunidad Helvética, 2010.
•	Madrid – España, Instalación “La Eterna Sonrisa del Sultán de Runei”; exposición Heterónimos. “Andén 16”, Centro Cultural Conde Duque, inaugurada el jueves 17 de marzo – 22 de mayo de 2005.
•	Barcelona - España, Espai Cultural, Obra Social Caja Madrid, 2005.
•	Kentucky, Formato 0 forma 1, Centre College Danville Ky.  2001, Estados Unidos.
•	Heidelberg, encuentro Ecuador verano 2000. Alemania.
•	Valencia, encuentro Ecuador verano 2000. España.
•	Exposición Realismos Radicales, museo nacional del Banco Central del Ecuador inaugurada el 5 de junio del 2008, Quito Ecuador.
•	El Banco Central del Ecuador y el fondo patrimonial de la dirección cultural adquiere para el museo, tres instalaciones artísticas:
•	Exposición primera vuelta, segunda vuelta en la galería el Container del Pobre Diablo, 2007; Quito Ecuador.
•	Instalación “La Eterna Sonrisa del Sultán de Runei”, Centro Cultural Metropolitano de Quito, enero- febrero de 2006. Quito-Ecuador.
•	Exposición Colectiva de Dibujo y Pintura, Encuentro Iberoamericano de Artes e Industria, evento realizado en el H. Consejo Provincial de Chimborazo, 2004.  Riobamba - Ecuador.
•	Exposición Colectiva, Instalación y Pintura.  “Quito, Imágenes y Memorias”, evento realizado con motivo de la celebración de los 25 años de la declaratoria de Quito, “Patrimonio Cultural de la Humanidad”, Colegio de Arquitectos de Quito, 2003.
•	Instalación “Que nadie sepa mi sufrir”, Fundación Posada de las Artes Kingman, 2002 Quito - Ecuador.
•	Instalación  “Vencedor condenado a la derrota por agotamiento sucesivo” Mirador de Guapulo, 2001.Quito - Ecuador.
•	Instalación “Que nadie sepa mi sufrir”, Mirador de Guapulo, 2001. Quito Ecuador.

## Premios
- Primer premio. Adquisición Alberto Coloma Silva en las modalidades de pintura y grabado de la Promoción de egresados de la Facultad de Artes de la Universidad Central del Ecuador, 1987. Quito - Ecuador.

- Nombrado “Artista mes de las artes” en el mes de agosto del año 1999 y seleccionado para exponer en el evento organizado por el municipio de Quito en el que presenta su exposición individual con el tema “Blanco y Negro” cuyo montaje se conforma en una serie de instalaciones articuladas en pintura, objetos, fotografía y video arte. Quito Ecuador.

## Véase Tabmién
- Centre équatorien d'art contemporain

- Datos: Q16583133